# 朝倉站 (高知縣)
朝倉站（日语：／ Asakura eki */?）是一位於日本高知縣高知市朝倉丙、隸屬於四國旅客鐵道（JR四國）的鐵路車站。車站編號為K05，是高知市內另外一個特急停車站，亦是高知市最南端的JR車站。現時除了上下共四班特急列車會通過本站外，其他班次皆會停靠。車站內的標示版稱本站為「舊國鐵時代的第一間圓木屋車站」（日語：旧国鉄初のログハウスの駅），因為本站站舍曾經重建，新的站舍依照歐洲的圓木屋的風格建造，外牆都以圓木柱所砌成而得名。
出站後向東南方向不足100米，便可以到達和土讚線平行而走的土佐電交通伊野線朝倉站前停留場，再沿東行約200米便到達屬於伊野線的朝倉停留場。

## 車站結構

### JR四國 朝倉站
站舍為單層建築。內設有站務室及候車大堂。綠窗口本來為JR集團所屬的旅遊中心，2008年結業後和站務室一併合併。另外和伊野站一樣，站舍旁邊設有兼備站內及站外使用的洗手間。
設有兩個側式月台，靠近站舍為1號月台，月台之間並沒有天橋連接，而是透過月台末端（往高知方向）的行人平交道所連接，並且設有自動橫竿，當列車進入月台前，橫竿會放下，阻止行人再前進橫過路軌。整個JR四國車站中，只有本站才設有這種設施。
和旭站一樣，2號月台原為島式月台，另一邊為3號月台，原本作留置線用，現時已拆走；而1號月台前端亦可以見到有側線軌道，本以用作貨物列車靠邊時避線之用。

#### 月台配置
| 月台 | 路線    | 方向 | 目的地                           |
| ---- | ------- | ---- | -------------------------------- |
| 1    | ■土讚線 | 下行 | 伊野、須崎、窪川、中村、宿毛方向 |
| 2    | ■土讚線 | 上行 | 高知、阿波池田、高松、岡山方向   |

### 土佐電交通 朝倉站前停留場
月台有2面，東西方向延展的單線軌道夾着（對向式月台）。

#### 月台配置
| 月台 | 路線   | 方向 | 目的地         | 備註                   |
| ---- | ------ | ---- | -------------- | ---------------------- |
| 南側 | 伊野線 | 下行 | 枝川、伊野方向 |                        |
| 北側 | 伊野線 | 上行 | 播磨屋橋方向   | 包括直通後免線、棧橋線 |

## 歷史
- 1924年11月15日：隨著高知線開通，開業。
- 1969年10月1日：托運服務取消。
- 1986年12月23日：站舍改建工程完成，採用了圓木屋的設計。
- 1987年2月2日：JR四國屬下的麵包店Willie Winkie（ウィリーウィンキー）在改建後的站舍開設了第1號分店，但現時已結業。
- 1987年4月1日：日本國鐵分割民營化，車站的營運由JR四國繼承。
- 2005年3月1日：時間表改正，特急列車靠站班次大幅增加。
- 2008年3月14日：JR四國屬下的旅遊中心結業，並與站務室合併。

## 相鄰車站
※停靠JR朝倉站的特急「南風」「四萬十」「足摺」（「南風」與「足摺」的一部分通過）的相鄰停靠站參見各列車條目。
四國旅客鐵道（JR四國）
■土讚線
高知商業前（K04）－朝倉（K05）－枝川（K06）
土佐電交通
伊野線
朝倉－朝倉站前－朝倉神社前

## 脚注
1. ↑  川島令三. . 【図説】 日本の鉄道. 第2巻 四国西部エリア. 講談社. 2013: 42頁. ISBN 978-4-06-295161-6.

## 外部連結
- JR四國朝倉駅官方網頁（日文）